# Orava (plaats in Estland)
Orava (Duits: Waldeck) is een plaats in de Estlandse gemeente Võru vald, provincie Võrumaa. De plaats heeft de status van dorp (Estisch: küla).
Orava was tot in oktober 2017 de hoofdplaats van de gelijknamige gemeente. In die maand werd de gemeente Orava bij de gemeente Võru vald gevoegd. Daarmee verhuisde de gemeente van de provincie Põlvamaa naar de provincie Võrumaa.
Bij Orava liggen drie meertjes, het Mustjärv, het Solda järv en het Orava järv.

## Bevolking
De plaats had 240 inwoners op 31 december 2011 en 207 inwoners op 31 december 2021.

## Geschiedenis
Orava werd voor het eerst genoemd in 1627 onder de naam Oraff Lauer. In de late 17e eeuw werd Orava een veehouderij op het landgoed van Vastseliina. In 1841 werd Orava een zelfstandig landgoed. In 1920, nadat Estland onafhankelijk was geworden, werd het landgoed opgedeeld in kleine kavels.
Een paar gebouwen van het landgoed zijn bewaard gebleven, waaronder een oven om amandelen in te roosteren.

## Station
Sinds de opening van de spoorlijn Tartu - Petsjory in 1931 heeft Orava een station aan deze lijn. In de jaren negentig van de 20e eeuw werd het reizigersverkeer tussen Orava en het Russische Petsjory gestaakt; Orava was voortaan het eindpunt van de lijn. Wel reden er nog goederentreinen over het traject Orava-Petsjory.
In 2011 kwam bij Koidula vlak voor de Russische grens een nieuw station gereed. Dat is sindsdien het eindpunt voor de reizigerstreinen uit Tartu. Orava is weer tussenstaton.

## Foto's

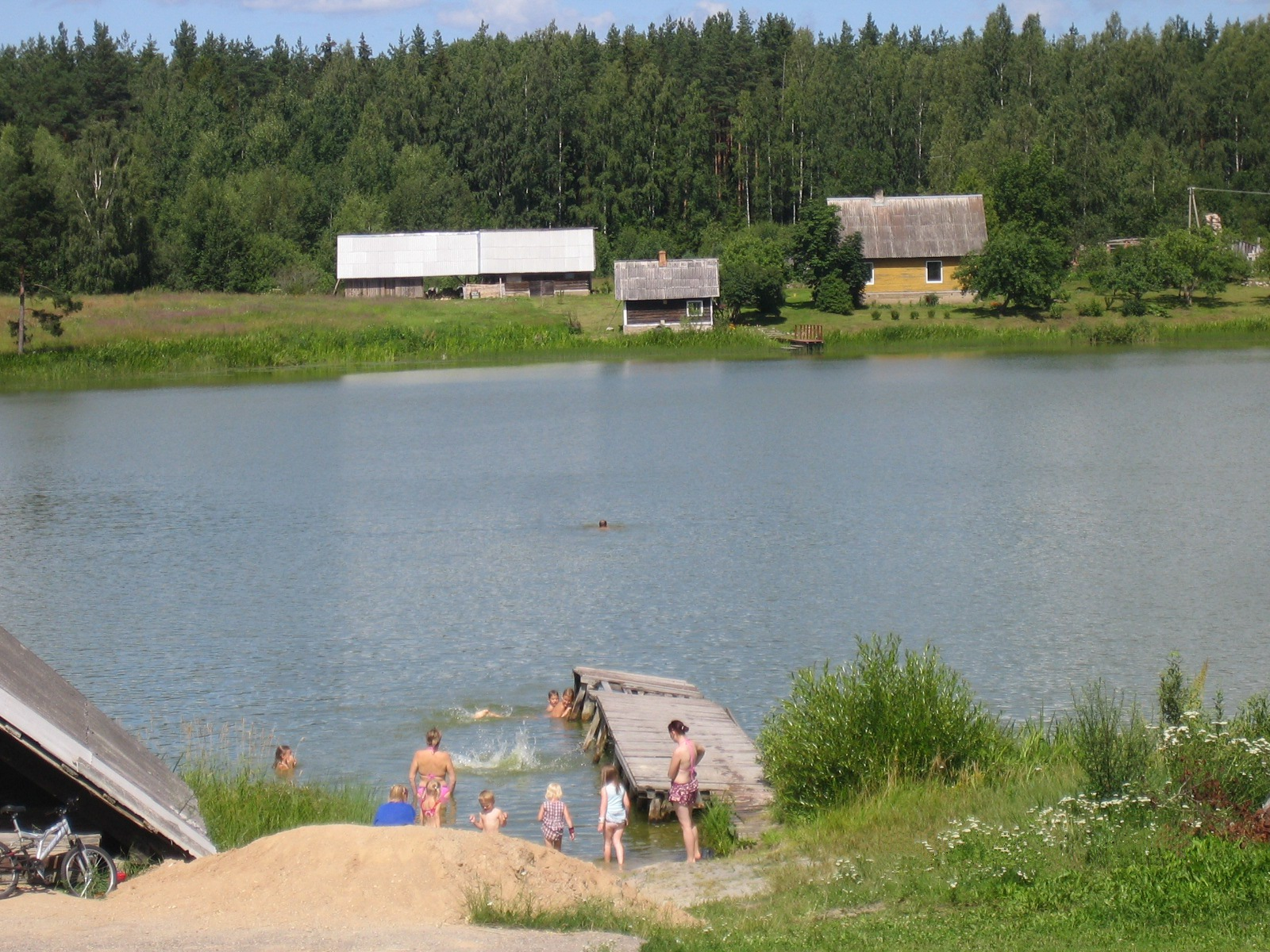
Het Orava järv
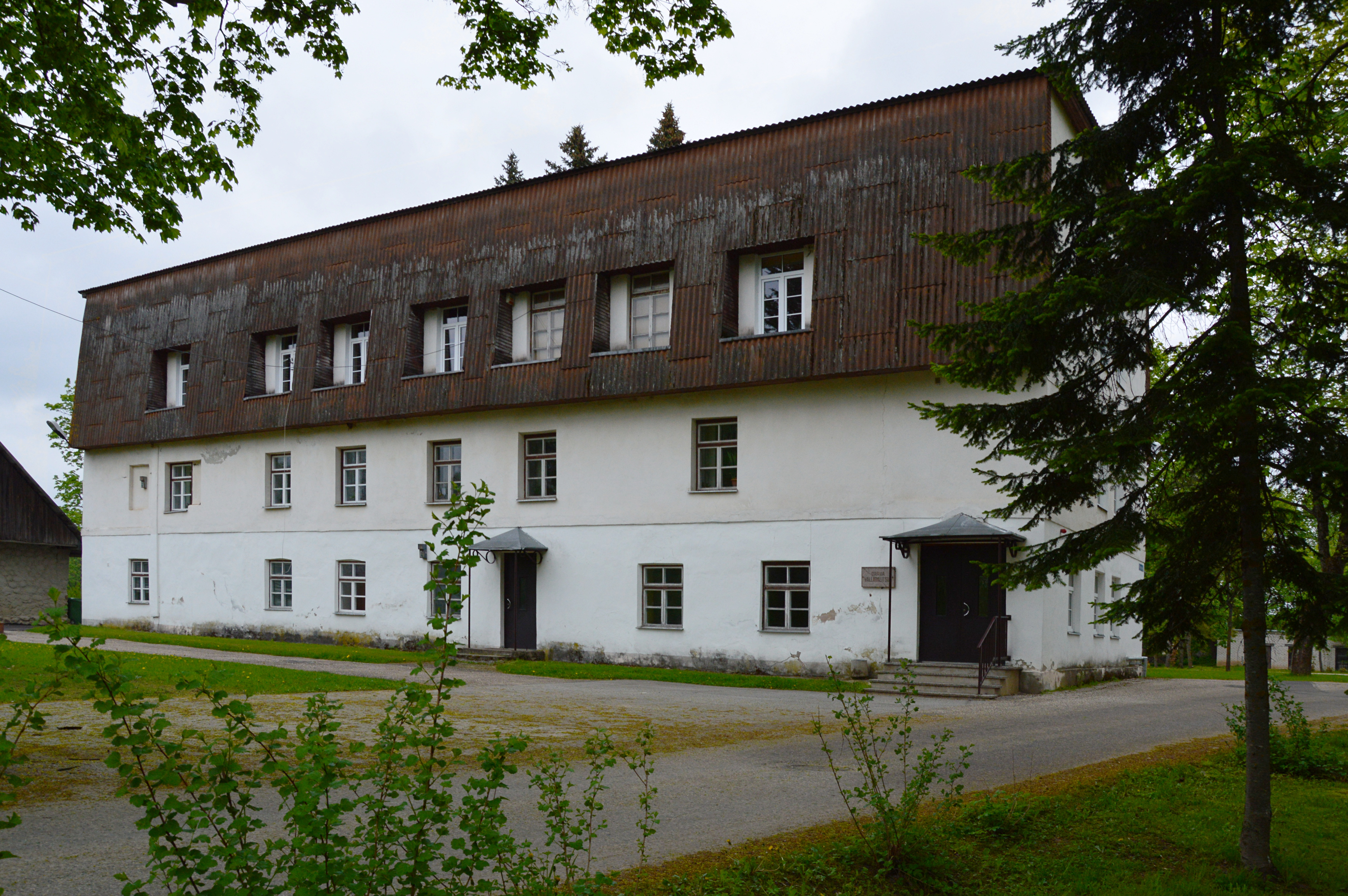
Het voormalige gemeentehuis
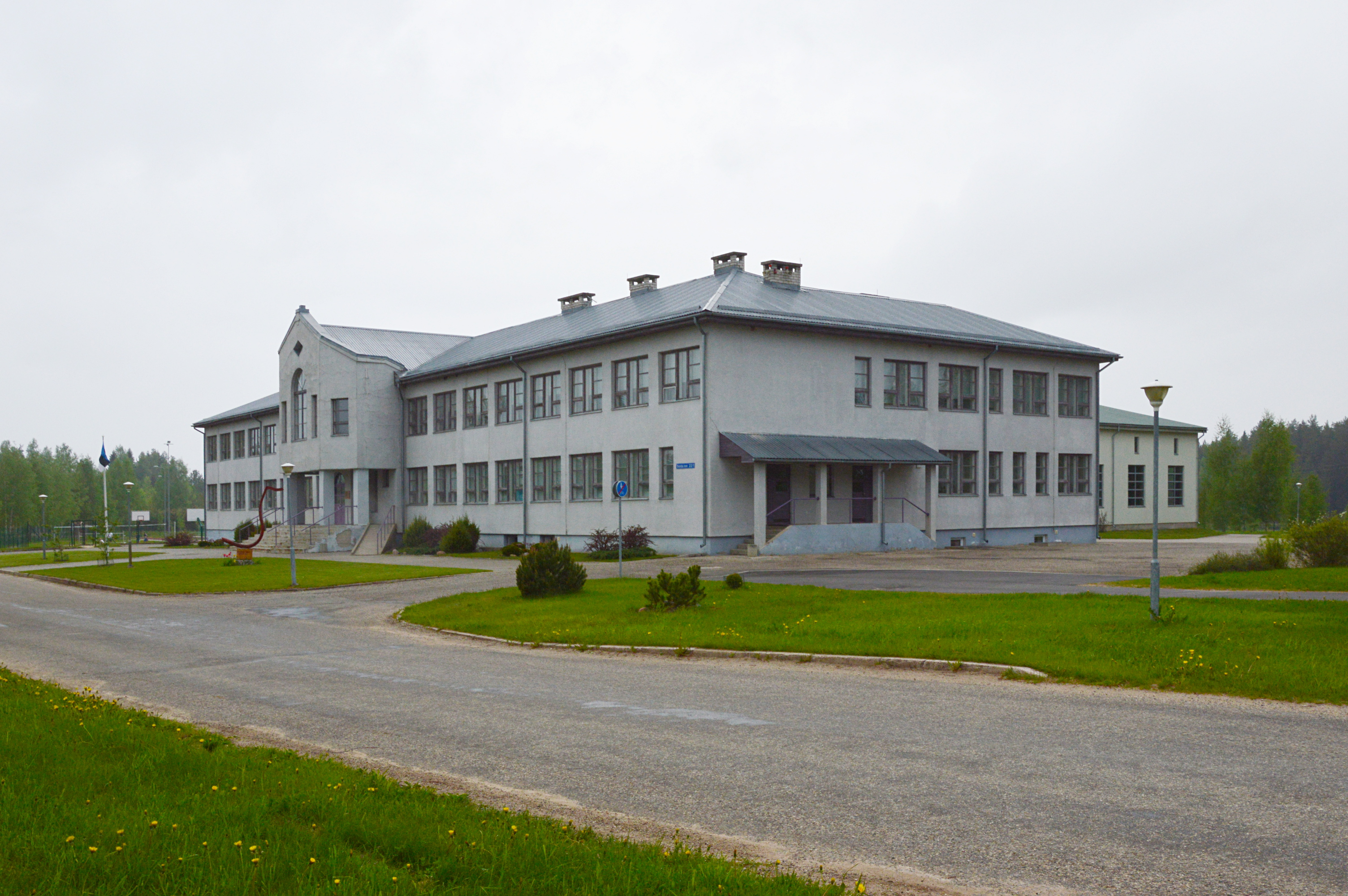
De school van Orava
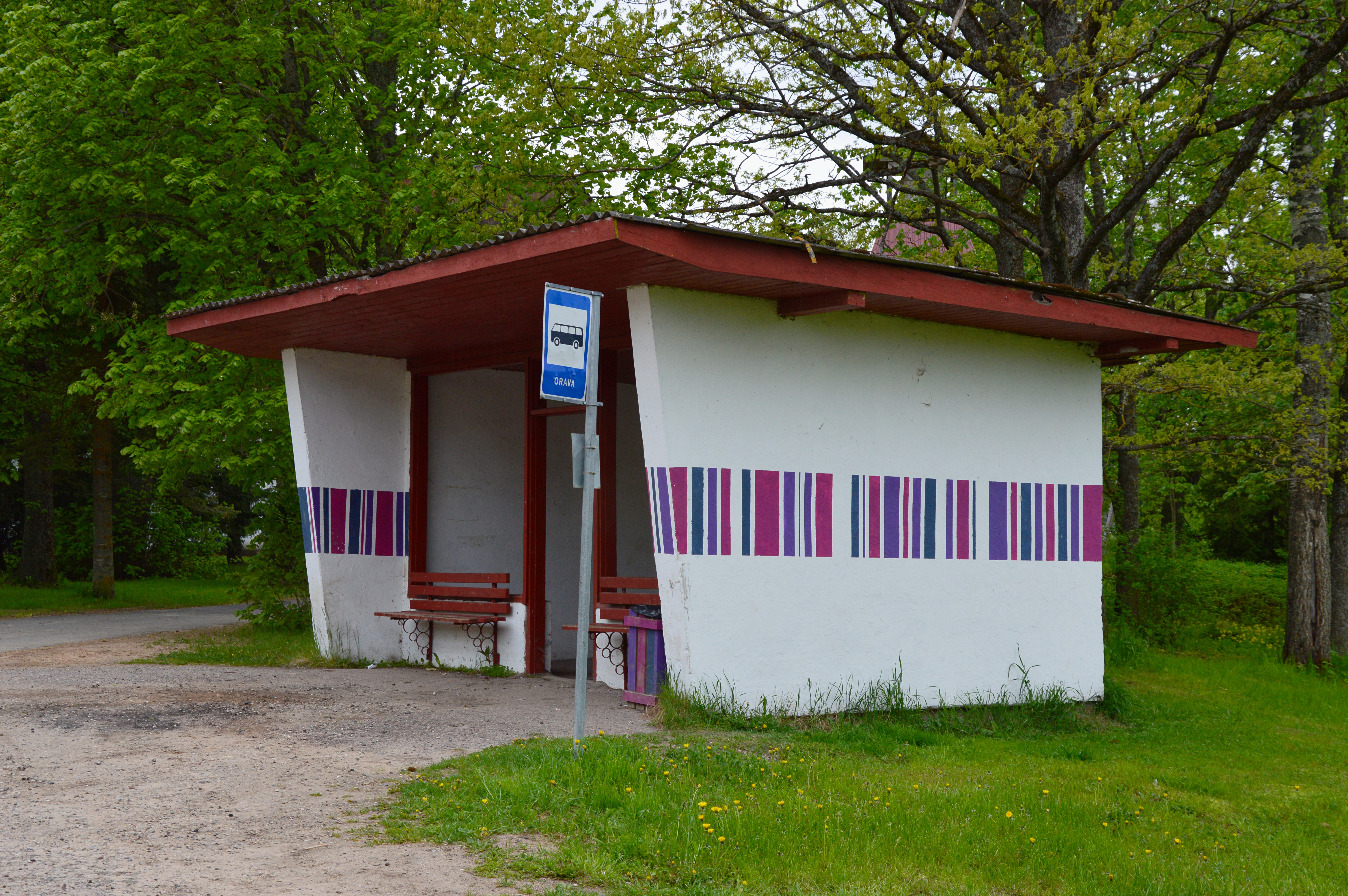
Bushalte
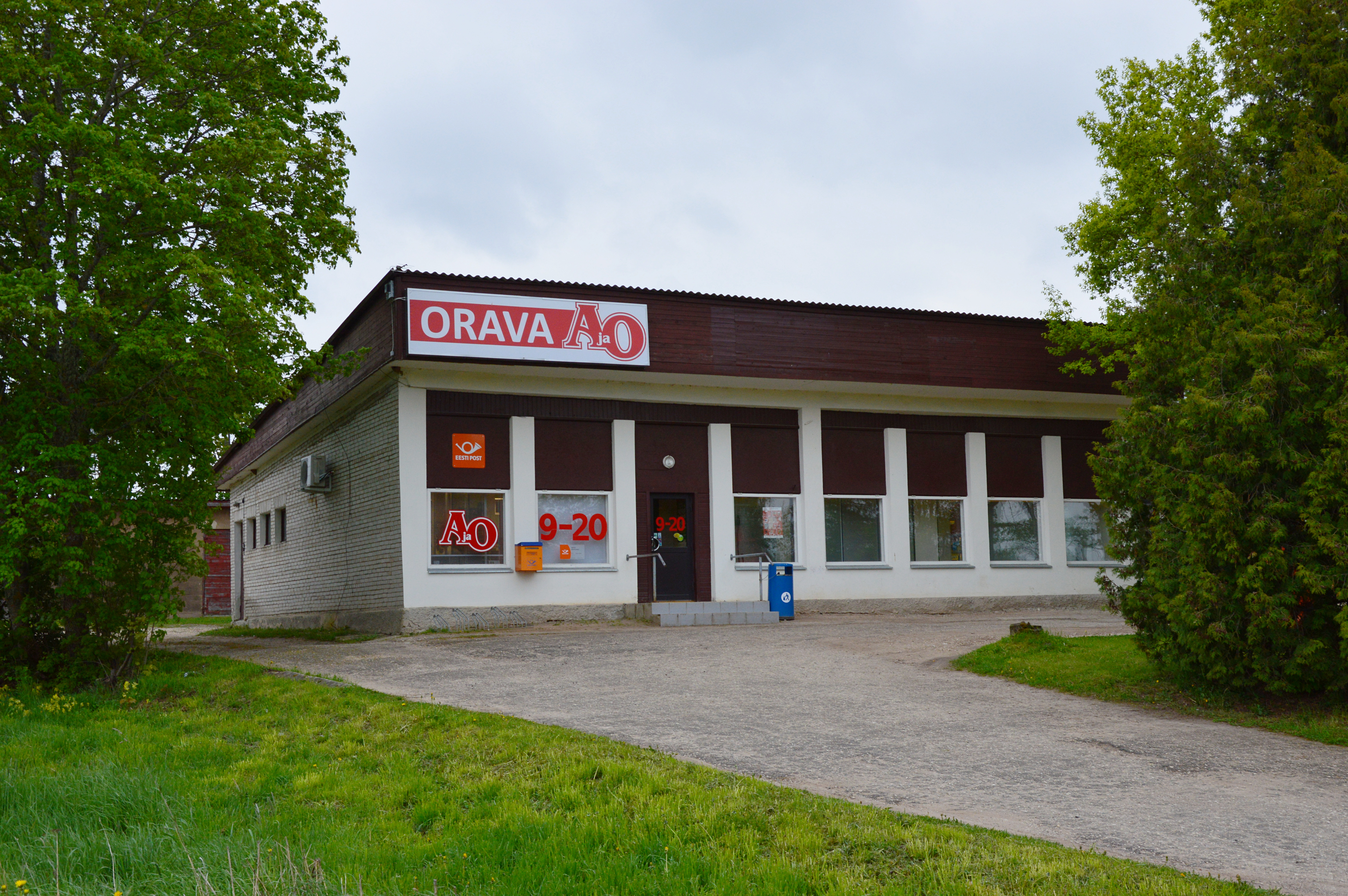
Supermarkt
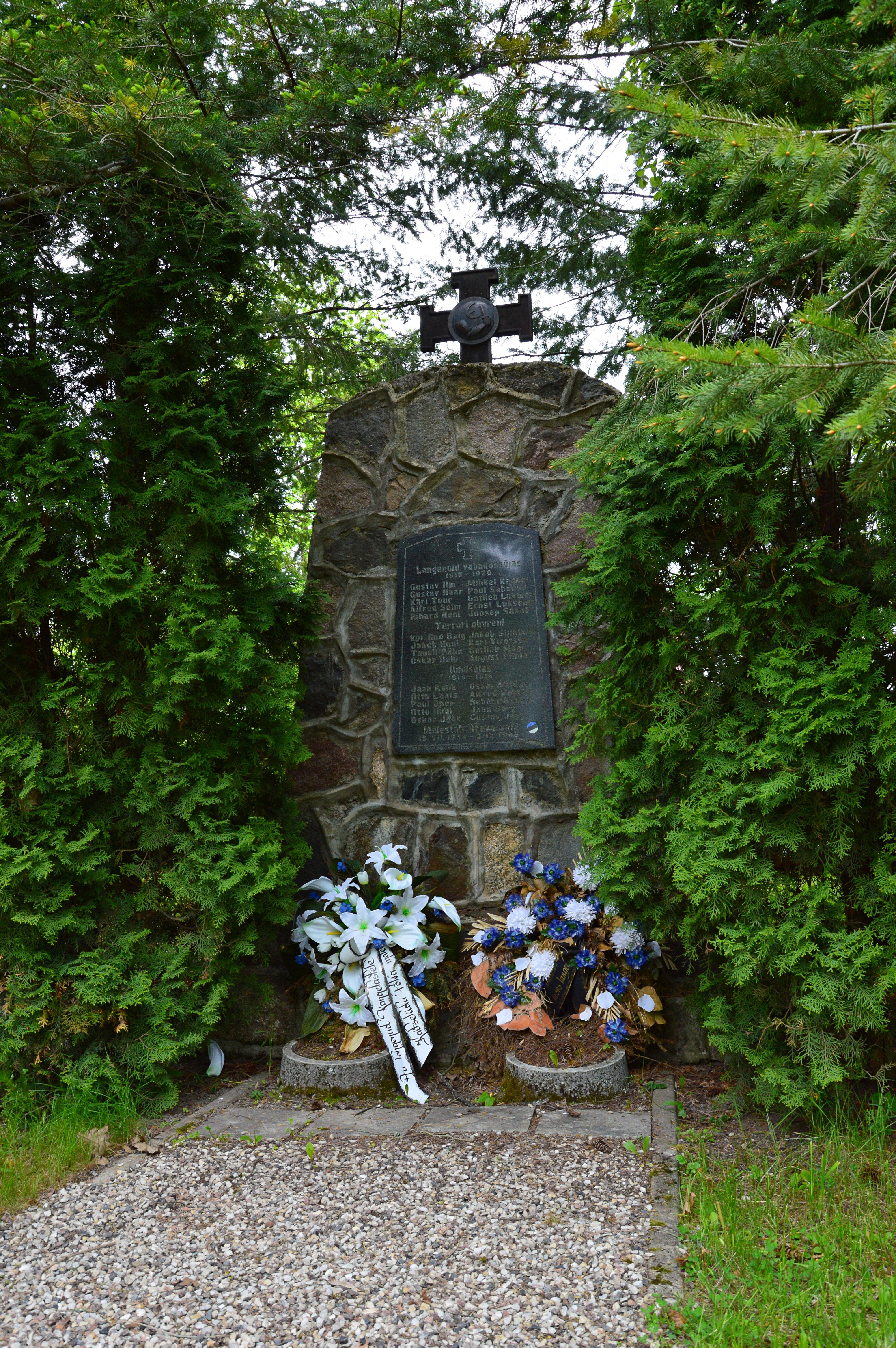
Monument voor de Estische onafhankelijk-heidsoorlog
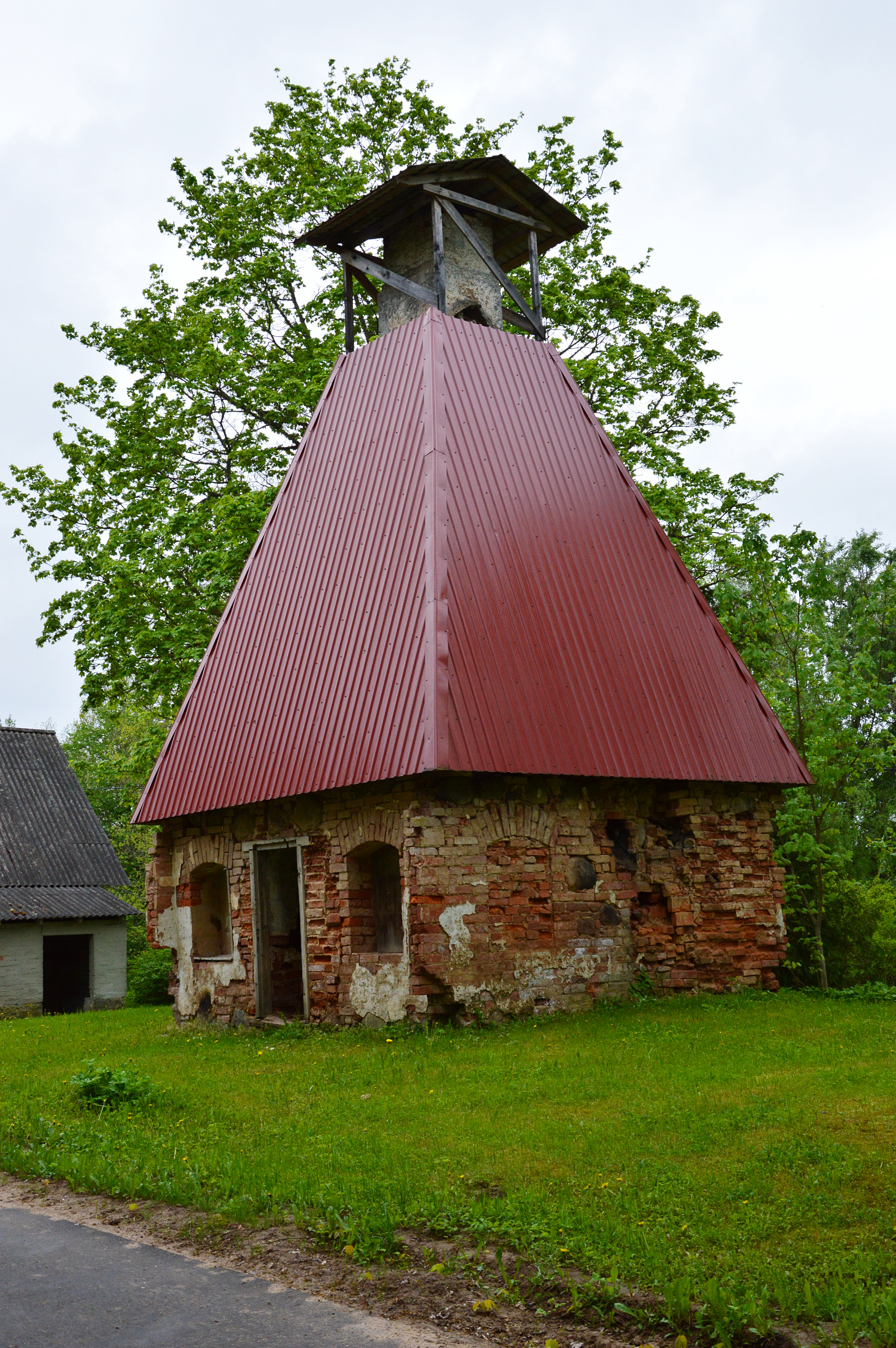
Amandeloven
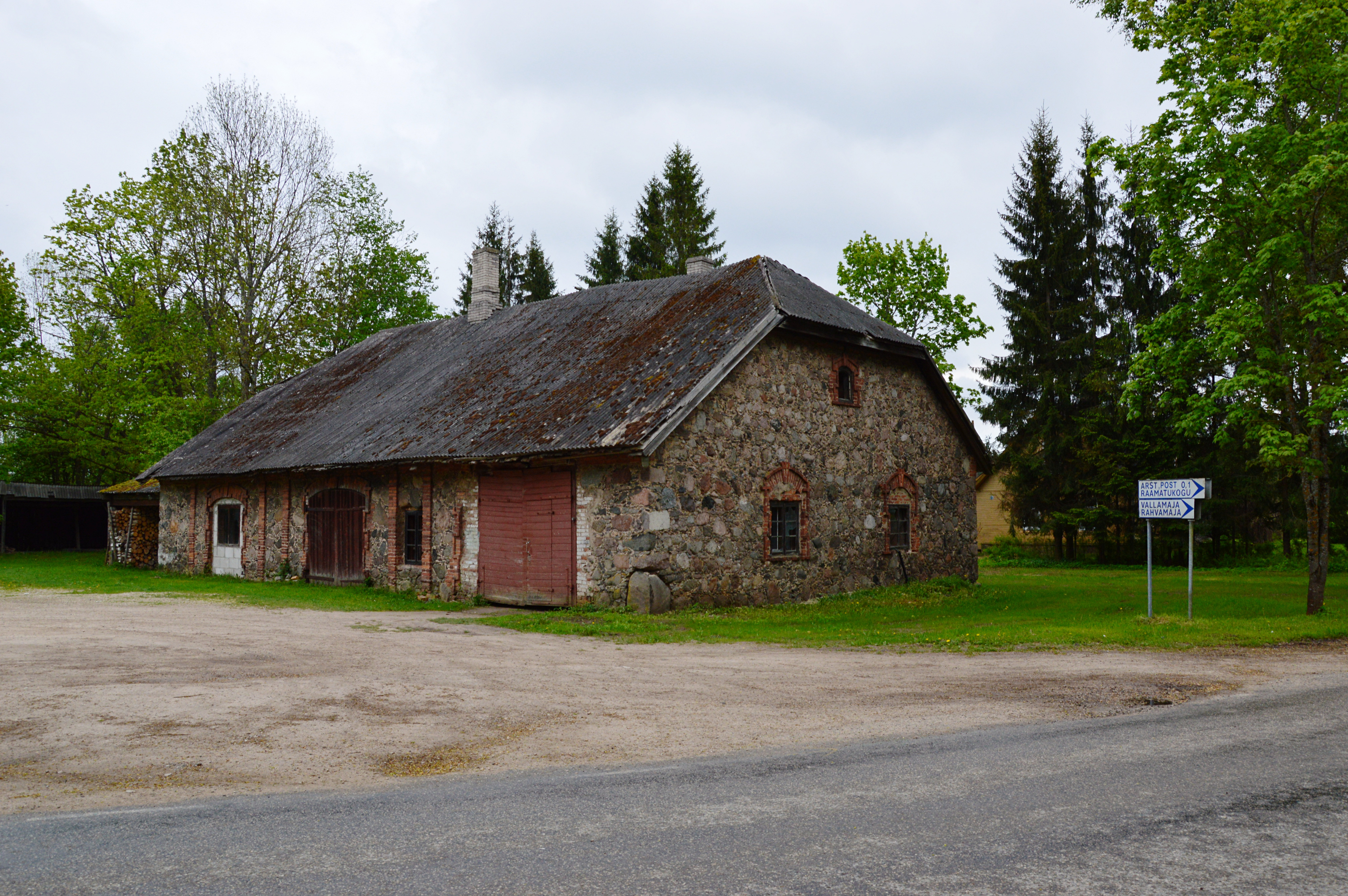
Het vroegere koetshuis van het landgoed
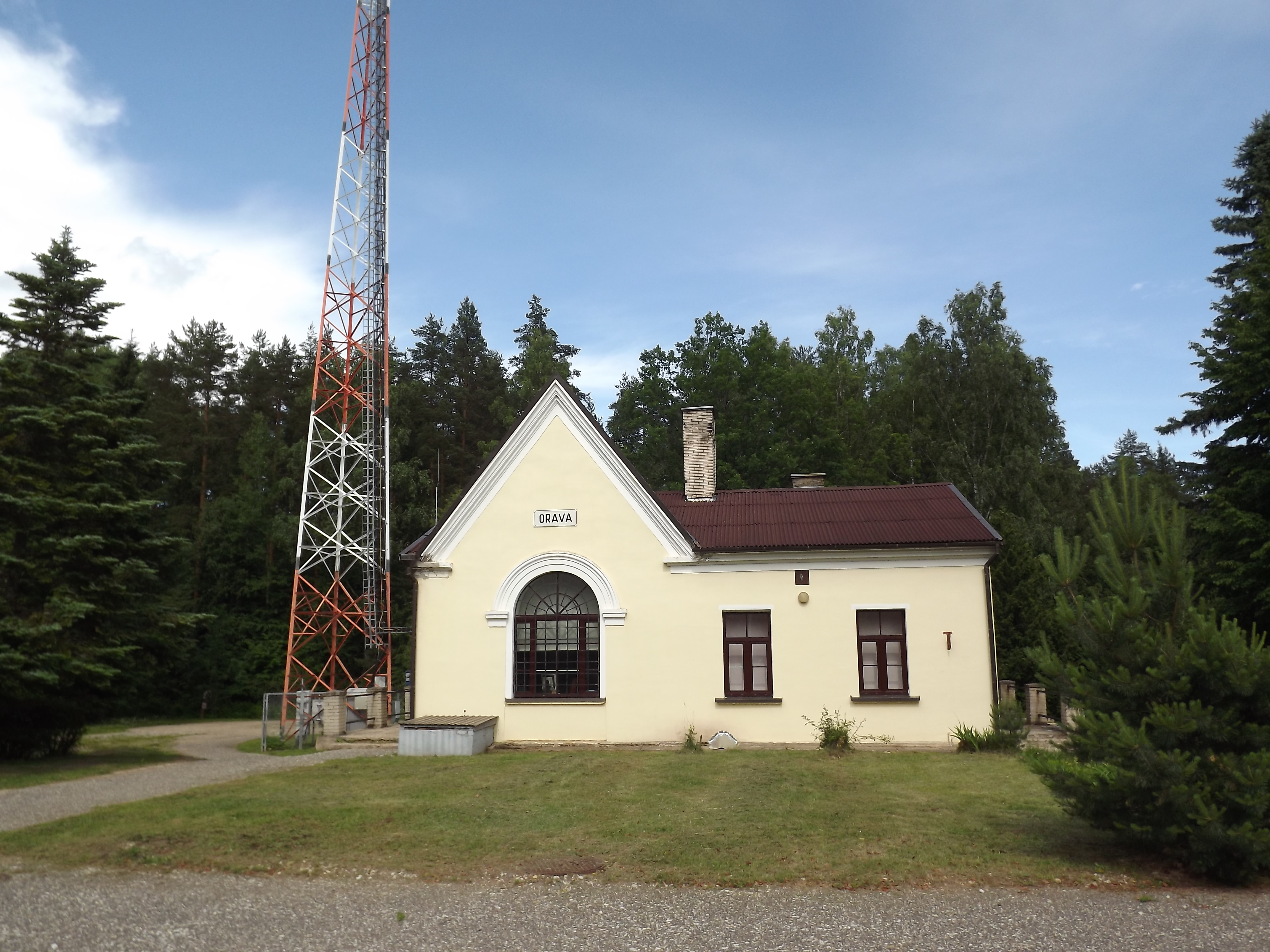
Het stationsgebouw anno 2013
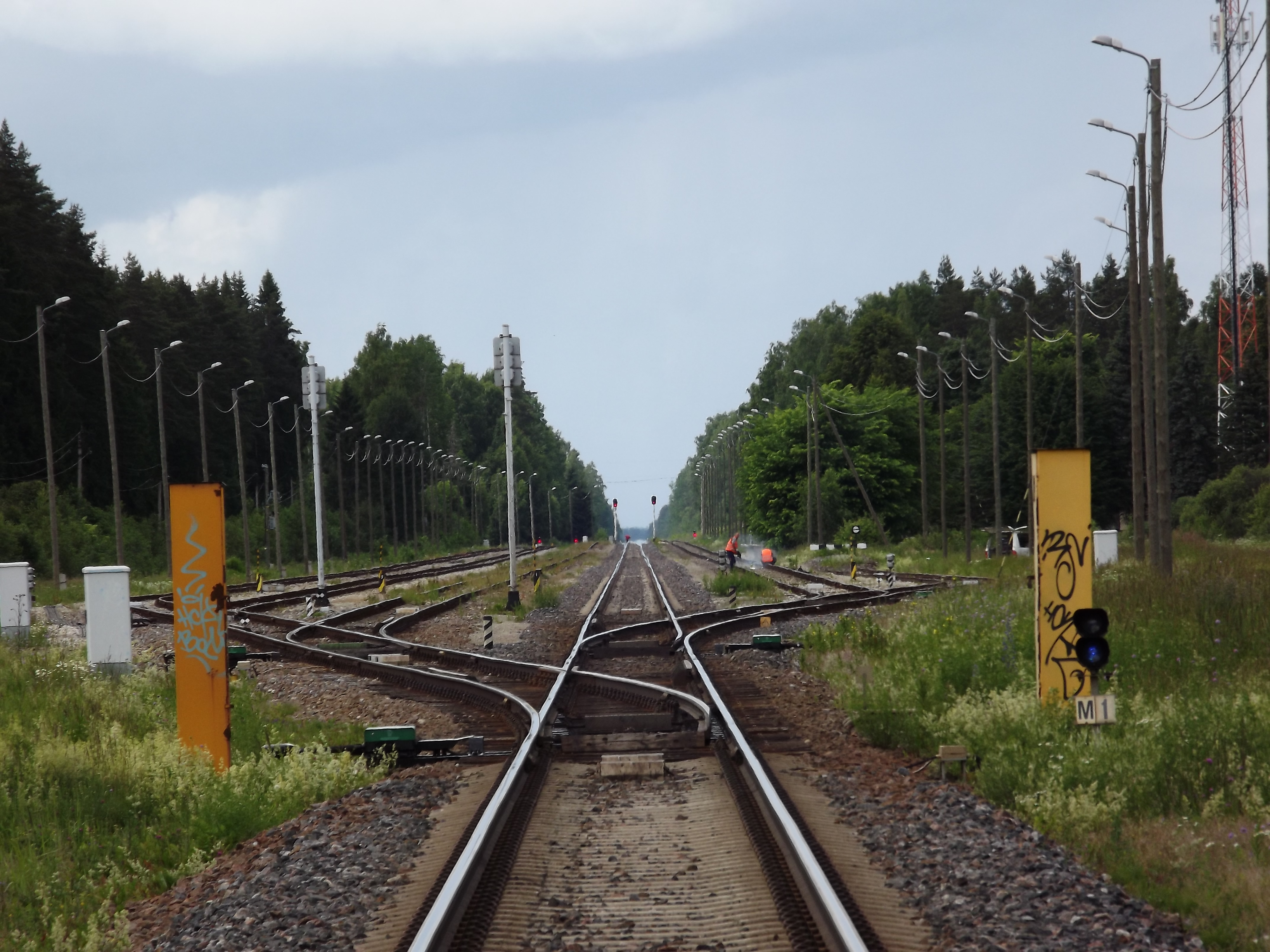
Het emplacement van het station